# Tony DeLuca
Anthony M. DeLuca Sr. (Pittsburgh, Pensilvania, Estados Unidos; 3 de junio de 1937 - 9 de octubre de 2022) fue un político estadounidense que perteneció al Partido Demócrata. Residente desde hace mucho tiempo del suburbio de Penn Hills en Pittsburgh, fue miembro de la Cámara de Representantes de Pensilvania para el Distrito 32 desde 1983 hasta su muerte. Antes de ser elegido para la legislatura estatal sirvió en el Concejo Municipal de Penn Hills y fue teniente de alcalde de la ciudad.

## Primeros años de vida
Se graduó de Westinghouse High School y Community College of Allegheny County. DeLuca se convirtió en copropietario de DeLuca's Market en East Liberty que fue inaugurado por su padre. Se mudó a Penn Hills en 1952.

## Carrera profesional
En 1975 fue elegido miembro del consejo de la ciudad de Penn Hills (Pensilvania). En 1978 el consejo de la ciudad eligió a DeLuca para convertirse en teniente de alcalde.
En 1979 se postuló para alcalde de Penn Hills contra Phyllis Kernick, pero perdió las elecciones. DeLuca se postuló en una elección especial en marzo de 1980 para el Distrito Representativo 32 de Pensilvania en la Cámara de Representantes de Pensilvania buscando llenar el resto del mandato de Kernick, al que renunció cuando se convirtió en alcaldesa. Perdió las elecciones ante el republicano Albert Rasco.
DeLuca se postuló nuevamente para el distrito 32 en la Cámara de Pensilvania en las elecciones generales de 1982, derrotando a Rasco. Rasco desafió a DeLuca nuevamente en 1984, y DeLuca ganó la reelección.
DeLuca ganó las elecciones a la Cámara de Pensilvania por 20 términos. En el momento de su muerte, era el miembro con más años de servicio en la Cámara de Pensilvania. Fue el principal miembro demócrata en el Comité de Seguros de la Cámara durante 20 años.

## Vida personal y muerte
DeLuca fue incluido en el salón de la fama de Westinghouse High School en 1996.
DeLuca y su esposa, Constance, estuvieron casados durante 66 años hasta su muerte en 2021 y tuvieron cuatro hijos. Su hijo, Anthony Jr., fue elegido alcalde de Penn Hills y juez magistrado.
DeLuca murió de linfoma en su casa el 9 de octubre de 2022, a los 85 años.